# Khatia (district)
Khatia est l'un des districts de la sous-préfecture de Boffa (Guinée), situé dans la préfecture de Boffa en république de Guinée,.